# Karate ai XII Giochi panafricani
Le competizioni di lotta ai XII Giochi panafricani di Rabat 2019 si sono svolte dal 24 al 26 agosto 2019 Palais des Sports - Complexe Sportif Prince Moulay Abdellah di Rabat, in Marocco.

## Paesi partecipanti
- Algeria (19)
- Angola (3)
- Benin (1)
- Botswana (20)[1]
- Burkina Faso (10)
- Burundi (1)
- Camerun (10)
- Capo Verde (4)
- Ciad (9)
- Rep. del Congo (11)
- RD del Congo (5)
- Gibuti (1)
- Egitto (20)[2]
- Guinea Equatoriale (2)
- Etiopia (8)
- Gabon (4)
- Ghana (5)[3]
- Kenya (10)[4]
- Libia (3)
- Madagascar (7)
- Mali (6)
- Mauritania (1)
- Mauritius (5)
- Marocco (19)
- Mozambico (2)
- Namibia (6)[5]
- Niger (3)
- Nigeria (8)[6]
- Senegal (13)
- Sierra Leone (2)
- Sudafrica (3)
- Tunisia (12)

## Podi

### Uomini
| Evento           | Oro | Argento                                                | Bronzo |
| Kata             | |                                                        | |
| Kata individuale | Mohammed El Hanni                                                                                      | Ahmed Shawky                                           | Ofentse Bakwadi Abdelhakim Haoua                                                                                            |
| Kata a squadre   | Marocco Bilal Ben Kacem Adnnan El Hakimi Mohammed El Hanni                                             | Egitto Youssef Hammad Mohamed Hamdy Sayed Ahmed Shawky | Algeria Abdelhakim Haoua Samir Lakrout Mouad Ouites Botswana Ofentse Oshima Bakwadi Vincent Vinesh Magalie Boemo Ramasimong |
| Kumite           | |                                                        | |
| Kumite -60 kg    | Malek Salama                                                                                           | Abdesslam Ameknassi                                    | Nader Azzouzi Fallou Beye                                                                                                   |
| Kumite -67 kg    | Abderrahmmane Eddaqaq                                                                                  | Mohamed Bouakel                                        | Jean Marc Kollo Ndzomo Aly Ismail                                                                                           |
| Kumite -75 kg    | Etienne Nonani Bayomog                                                                                 | Abdalla Abdelaziz                                      | Nguema Marie Yassine Sekouri                                                                                                |
| Kumite -84 kg    | Thamer Slimani                                                                                         | Nabil Ech-chaabi                                       | Anis Brahimi Abdou Cisse |
| Kumite +84 kg    | Achraf Ouchene                                                                                         | Houcine Daikhi                                         | Hope Adele Taha Mahmoud |
| Kumite a squadre | Algeria Mouad Achache Abdelkrim Bouamria Hocine Daikhi Anis Samy Brahimi Karim Belghini Yanis Lardjane | Marocco                                                | Botswana Egitto |

### Donne
| Evento           | Oro                                                | Argento                                                                                                 | Bronzo |
| Kata             |                                                    | | |
| Kata individuale | Sanae Agalmam                                      | Sarah Sayed                                                                                             | Manel Kamilia Hadj Said Akele Akele |
| Kata a squadre   | Marocco Sanae Agalmam Lamiae Bertali Aya En-Nesyry | Egitto Shahd Sedek Asmaa Mahmoud Toka Mohamed                                                           | Algeria Manal Kamilia Hadj Saïd Sara Hanouti Rayane Salakedji Botswana Centy Thato Kgosikoma Lesego Angela Masimola Entle Basetsana Maungwa |
| Kumite           |                                                    | | |
| Kumite -50 kg    | Aicha Sayah                                        | Sayed Radwa                                                                                             | Imane Taleb Diabate Pembe Fatoumata |
| Kumite -55 kg    | Yassmin Attia                                      | Khawla Ouhammad                                                                                         | Oceanne Mylene Ganiero Widad Draou |
| Kumite -61 kg    | Chaima Midi                                        | Bouthaina Hasnaoui Ep Lomonaco                                                                          | Giana Lotfy Ibtissam Sadini |
| Kumite -68 kg    | Nisrin Brouk                                       | Feryal Abdelaziz                                                                                        | Blandine Ghislaine Angana Mendo Lamya Matoub                                                                                                |
| Kumite +68 kg    | Chehinez Jemi                                      | Menna Okila                                                                                             | Gloria Rachel Noela Guissou Ogandoa Nsioma Stella                                                                                           |
| Kumite a squadre | Marocco                                            | Rep. del Congo Franck Pacelie Yan Robson Michadee Candide Babindamana Bikounkou Fatoumata Diabaté Pembé | Algeria Lamya Matoub Chaima Midi Widad Draou Nadège Ait-Ibrahim Senegal                                                                     |

## Medagliere
| #      | Nazione        | Oro | Argento | Bronzo | Totale |
| ------ | -------------- | --- | ------- | ------ | ------ |
| 1      | Marocco        | 9   | 4       | 2      | 15     |
| 2      | Egitto         | 2   | 8       | 4      | 14     |
| 3      | Algeria        | 2   | 2       | 9      | 13     |
| 4      | Tunisia        | 2   | 1       | 1      | 4      |
| 5      | Camerun        | 1   | 0       | 4      | 5      |
| 6      | Rep. del Congo | 0   | 1       | 1      | 2      |
| 7      | Botswana       | 0   | 0       | 4      | 4      |
| 8      | Senegal        | 0   | 0       | 3      | 3      |
| 9      | Benin          | 0   | 0       | 1      | 1      |
| 9      | Burkina Faso   | 0   | 0       | 1      | 1      |
| 9      | Gabon          | 0   | 0       | 1      | 1      |
| 9      | Nigeria        | 0   | 0       | 1      | 1      |
| Totale | Totale         | 16  | 16      | 32     | 64     |